# Amaterasu
Amaterasu-ō-mi-kami (天照大御神?, lett. "Grande dea che splende nei cieli"), generalmente abbreviato in Amaterasu, è la dea del Sole nello shintoismo giapponese. È considerata la mitica antenata diretta della famiglia imperiale giapponese.

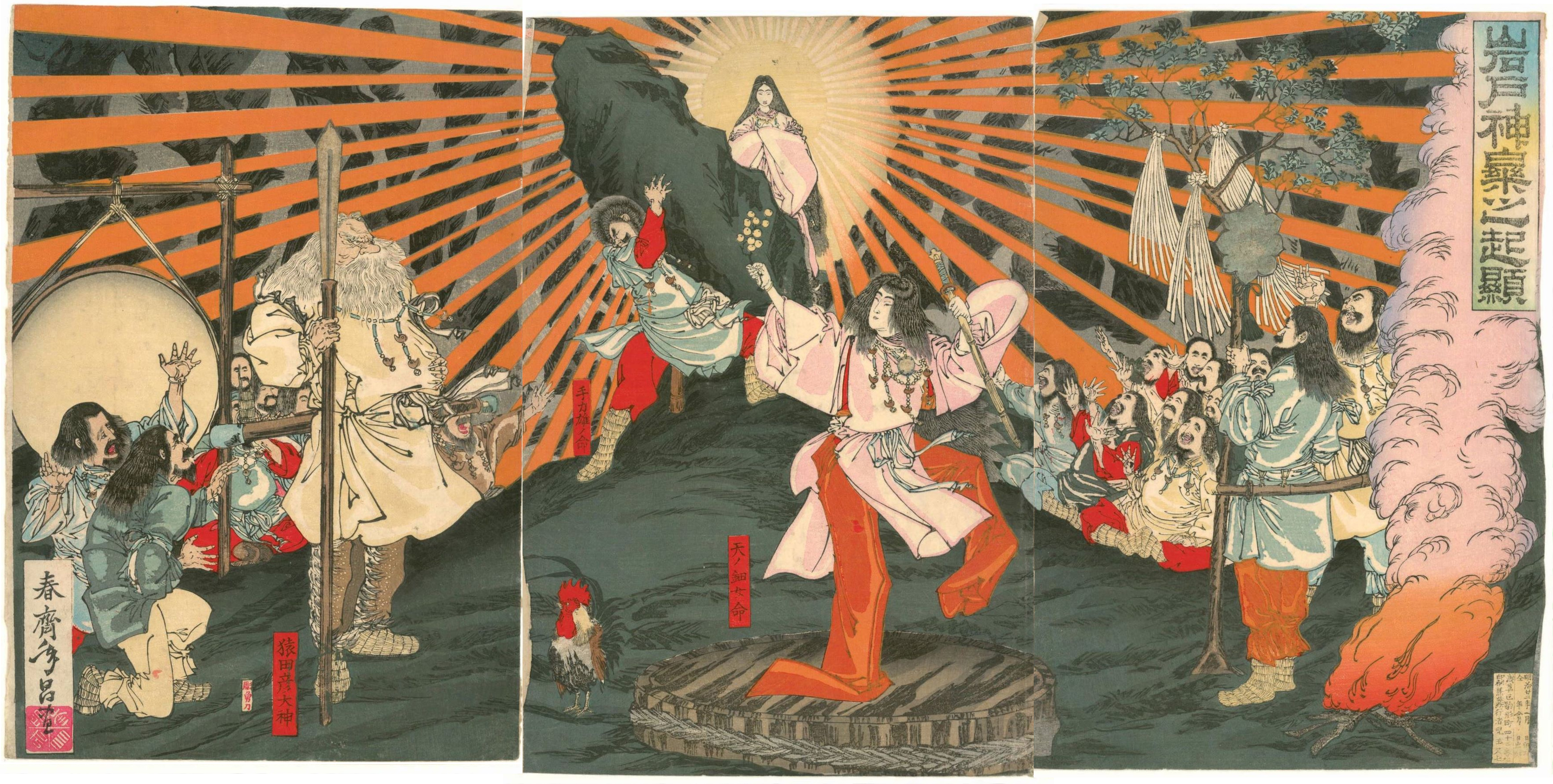
Stampa giapponese che ritrae Amaterasu mentre esce dalla caverna e torna ad illuminare la terra.

Amaterasu è comunemente indicata come di genere femminile, nonostante il Kojiki, il più antico documento scritto della storia nipponica, dia pochi indizi riguardo al suo genere: il giapponese antico non usava pronomi specifici per i generi. Alcuni altri libri come lo Hotsuma Tsutae, descrivono la divinità come maschile.

## Leggende sulla nascita
Esistono tre differenti leggende sulla sua nascita:
- Secondo quanto narrato nel Kojiki ("Memorie degli eventi antichi") ed in un testo alternativo del Nihonshoki ("Annali del Giappone"), Amaterasu, la prima dei tre figli nobili di Izanagi, nacque dal suo occhio sinistro mentre questi stava purificando se stesso in un fiume dopo la sua visita al mondo sotterraneo (Yomi-No-Kuni).[1] Izanagi le affidò il governo delle Alte Pianure Celestiali (Takamagahara) ed il gioiello Mikuratana no Kami.[2]
- Il testo principale del Nihonshoki racconta invece che Izanagi e Izanami crearono tutti i kami della terra, quindi per dare loro un "Signore di tutti" crearono insieme Taiyo no Kami ("Divinità del Sole"), a cui affidarono il compito di governare sugli affari dei cieli.
- In una terza versione (contenuta sempre nel Nihonshoki) Amaterasu viene creata da uno specchio di rame bianco tenuto in mano da Izanagi.

## Scomparsa del Sole
Il Kojiki riporta un antico racconto che è chiaramente un esempio dell'occorrenza del tema della scomparsa del Sole. In seguito ad una discussione con il suo indisciplinato fratello, il dio della tempesta Susanoo, questi distrusse gli argini delle risaie piantate da Amaterasu e ne ostruì i fossati. Amaterasu ne fu così oltraggiata da ritirarsi nella caverna Ama-no-Iwato, facendo precipitare il mondo nell'oscurità.
Le altre divinità la pregarono di uscire fuori, ma senza successo. Quindi la dea Ama-no-Uzume ebbe un'idea: appese uno specchio a un albero vicino e organizzò una festa, esibendosi in una danza erotica di fronte alla caverna. Fece ridere talmente tanto gli altri dèi da incuriosire Amaterasu e spingerla a sbirciare fuori. Vedere il proprio riflesso nello specchio la stupì talmente che gli altri dei riuscirono a tirarla fuori dalla caverna e a convincerla a ritornare in cielo.

## Famiglia imperiale
Successivamente inviò suo nipote Ninigi-no-Mikoto a pacificare il Giappone, a lui donò la spada sacra Kusanagi, il gioiello Yasakani no Magatama e lo specchio Yata no Kagami, che divennero i primi simboli imperiali giapponesi. Il pronipote di Ninigi-no-Mikoto fu il primo imperatore del Giappone, Jinmu.

## Epoca odierna
Ad Amaterasu viene anche attribuita l'invenzione della coltivazione del riso e del frumento, l'uso del baco da seta e la tessitura con il telaio. Il suo santuario più importante, il Santuario di Ise, è situato ad Ise, sull'isola di Honshū. Il santuario viene abbattuto e ricostruito ogni venti anni. In questo santuario viene rappresentata da uno specchio.
Fino alla fine della seconda guerra mondiale la famiglia imperiale giapponese ha proclamato di discendere da Amaterasu, e l'imperatore veniva considerato un essere divino, l'"imperatore-dio del Sol Levante". Ogni 17 luglio viene celebrata con processioni nelle strade in tutto il paese. Il solstizio d'inverno, 21 dicembre, si celebra la sua uscita dalla caverna.

## Amaterasu nella cultura moderna
- Amaterasu è la protagonista del videogioco Ōkami, in cui appare sotto forma di lupo.
- Amaterasu compare in vari albi del fumetto Martin Mystère, dove rappresenta l'imperatrice del Regno di Mu in lotta con il Regno di Atlantide.
- Amaterasu è il titolo di una canzone del gruppo gothic rock statunitense Christian Death, inclusa nel loro album Past, Present and Forever del 1988.
- Amaterasu è una dei protagonisti del fumetto The Wicked + The Divine.
- Amaterasu è un jutsu legato allo Sharingan, in Naruto.
- Amaterasu è la Dea del Sole e madre di tutti gli dèi in Noragami.
- Amaterasu è un generatore termico che alimenta l'Impero di Tokyo, in Fire Force.
- Amaterasu è un personaggio del videogioco per dispositivi Android Iron Maiden - Legacy of the beast.
- Amaterasu è un modello mitico del personaggio Kiriko nel videogioco Overwatch 2.
- Amaterasu appare nel videogioco Shin Megami Tensei: Persona 4 come evoluzione della Persona di Yukiko Amagi.
- Amaterasu è una delle divinità giocabili in Smite
- Amaterasu è uno spirito guerriero nella serie di Inazuma Eleven: GO Chrono Stones
- Amaterasu ha ispirato la carta di Yu-gi-oh "Bujinki Amaterasu"